# Оушънсайз
Оушънсайз (на английски: Oceansize}) е английска рок група, кореняща се в Манчестър от 1998 година. В нея членуват Майк Венарт (вокали, китара), Стийв Дюроз (китара, беквокали), Ричард Инграм – Гемблър (китара, клавирни), Марк Херън (барабани) и Джон Елис (бас китара), като съставът се изменя само през 2006 г., когато Стийв Ходсън заменя Елис на бас китарата през 2006 година.
Сумарно, групата е издала четири студийни албума, в добавка към няколко по-малки ий-пи-та и сингъла, и според различни виждания бива категоризирана като прогресив рок, пост рок, алтернативен рок, ню прог и спейс рок, както и други. След 12-годишно съществуване, Оушънсайз обявяват своето разформироване през февруари 2011 г., като членовете му се ориентират към други проекти.